# Iwanowka (Komi, Syktywdinski)
Iwanowka (russisch Ивановка; Komi Ивадор Iwador) ist eine Derewnja (Dorf) in der russischen Republik Komi. Die Ortschaft gehört zur Landgemeinde Palewitzy im Syktywdinski rajon.

## Geographie
Iwanowka liegt zwei Kilometer nördlich des Flusses Wytschegda und 46 Kilometer nordwestlich des Rajonzentrums Wylgort. Der Gemeindesitz Palewitzy befindet sich vier Kilometer westlich. Die nächstgelegene Bahnstation ist Malaja Sluda an der Strecke von Mikun in die Hauptstadt Syktywkar fünf Kilometer östlich.

### Bevölkerungsentwicklung
| Jahr | Einwohner |
| ---- | --------- |
| 1989 | 238       |
| 2002 | 218       |
| 2010 | 221       |

Anmerkung: Volkszählungsdaten